# Leionema bilobum
Leionema bilobum là một loài thực vật có hoa trong họ Cửu lý hương. Loài này được (Lindl.) Paul G. Wilson mô tả khoa học đầu tiên năm 1998.

## Hình ảnh

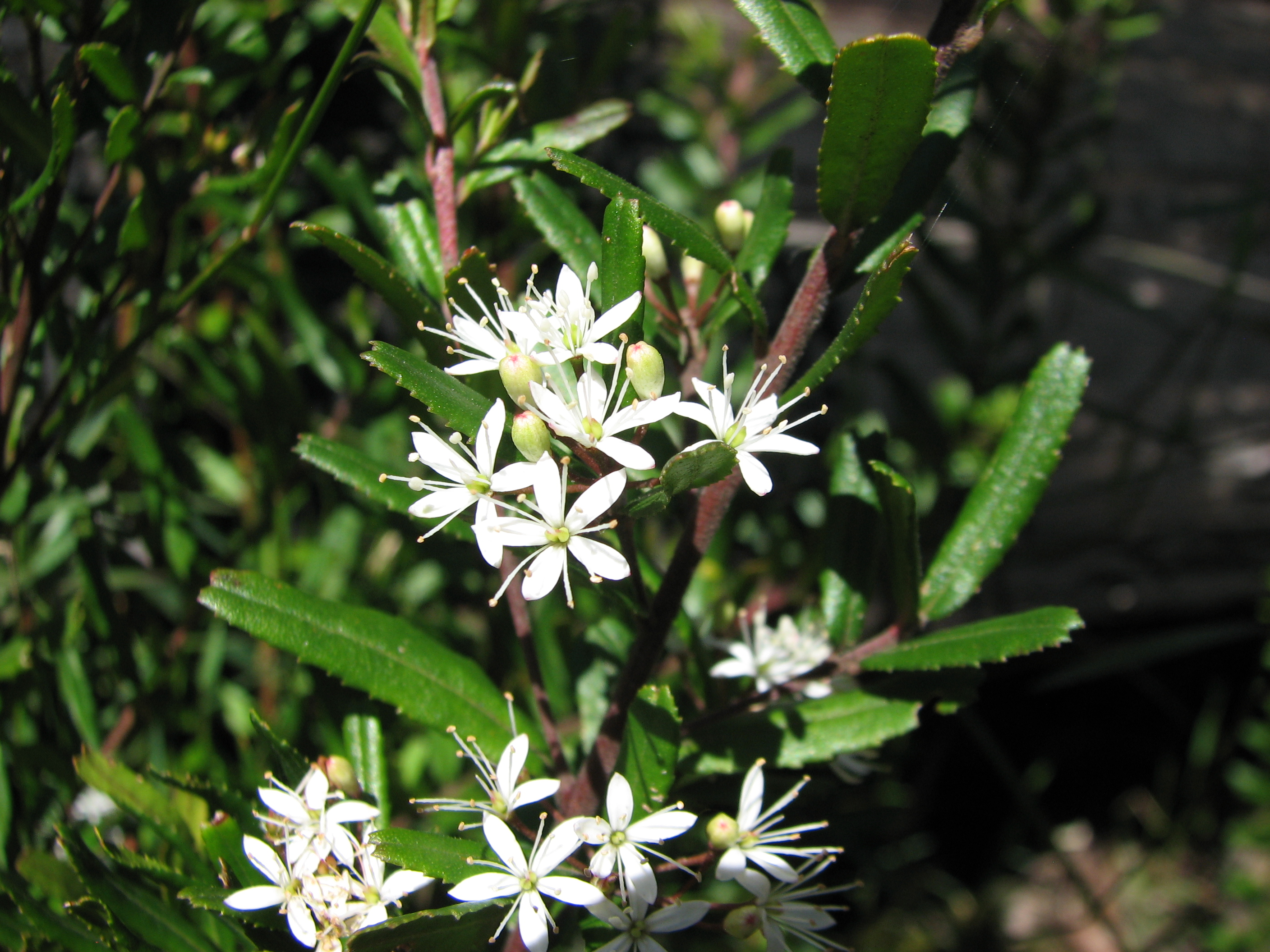